# Club de Deportes Ovalle
El Club de Deportes Ovalle es un club de fútbol de Chile, con sede en la ciudad de Ovalle, Región de Coquimbo. Fue fundado en 1963 con el nombre de Ovalle Ferroviario. Luego, en 1964, se renombró nuevamente, llamándose desde entonces Club de Deportes Ovalle.
Actualmente se encuentra en receso tras su descenso del torneo de Segunda División Profesional 2015-2016 debido a diversos problemas administrativos que incluso le imposibilitaron su postulación a Tercera División A 2017.

## Historia

### Década de 1960
Fue fundado el 14 de enero de 1963 con el nombre de «Club de Deportes Ovalle Ferroviarios», y su primer plantel estuvo conformado por jugadores del Club Deportivo Ferroviarios y seleccionados de Ovalle y Limarí.
Ya en su primera temporada, el equipo sorprendió a todos en la competencia de Segunda División, al finalizar en un más que meritorio cuarto lugar. En ese entonces, el equipo jugaba con el nombre de "Ovalle Ferroviarios", su uniforme era de color azul y contaba entre sus figuras más destacadas al argentino Puché, Azola y Huerta. El técnico era José Balbuena.
Cabe resaltar el apoyo del público durante esa temporada, con asistencias promedio de 3.000 espectadores, nada mal para una ciudad como Ovalle.
En 1964, el elenco del interior de la Cuarta Región no corrió igual suerte y fue último, superado por Colchagua por diferencia de goles. Así las cosas, debió retornar a su asociación de origen, aunque al siguiente año sería nuevamente aceptado en el profesionalismo. Ese año 1965 Ovalle acabó en la novena posición, destacando la figura goleadora de Juan Becerra. En la dirección técnica asomaba el argentino Donato Hernández.
El año 1966 los limarinos finalizaron en el duodécimo lugar (entre 16 equipos) y Becerra con el "Viejo" Escalona resaltaron con nitidez. El entrenador era Fidel Cuiña.
El año 1967 fue triste para los ovallinos, por cuanto el elenco verde iguala en la última colocación con Trasandino, Iberia y Ferrobádminton. Sin embargo, y tal como en 1964, la diferencia de goles vuelve a condenar al CDO, que desaparecerá del fútbol profesional por los siguientes dos años.

### Década de 1970
En 1970, el equipo es refundado, adoptando desde entonces el color verde en su indumentaria. En aquella temporada, se finalizaría en el sexto casillero de la clasificación. Sergio Recabarren y Adolfo Rodríguez dirigieron sucesivamente al equipo en esa temporada, en la que comenzaba a descollar quizás si el mejor delantero que ha tenido en su historia el club: Hablamos de Ferid Hatibovic, croata de nacimiento y chileno por adopción. Ese año ya se inscribiría con 13 goles. 
El año siguiente fue aún mejor y los limarinos llegarían en el cuarto lugar, con figuras como el mencionado Ferid Hatibovic, Raul Antonio Quiroz Bazaez "Tuntun", Gallardo, Prieto y Gamboa. Hatibovic marcaría 17 goles ese año, siendo seguido de cerca por Raul Quiroz, con 16. 
En 1972 llega a la ciudad Isaac Carrasco, uno de los grandes técnicos que recuerda el fútbol chileno, siendo además un experto en sacarle rendimiento a equipos de Segunda División (bajo su mando, la Selección Olímpica de Chile tuvo una gran actuación en los Juegos de Los Ángeles 1984. Además, a nivel de clubes se recuerdan sus ascensos a Primera con Deportes Concepción, Lota Schwager, Ñublense, Aviación, Trasandino y Santiago Wanderers). 
El "Marinero" llevaría a cabo un buen trabajo con el equipo, el que terminó quinto, apareciendo algunos nuevos nombres, como Bustamante y Valero. No se puede olvidar tampoco la última fecha de ese torneo, cuando Ovalle derrotaba por dos a cero a Ferroviarios (con el mítico Leonel Sánchez siendo expulsado en ese partido), frustrando sus aspiraciones de subir a Primera, honor que recaería en Palestino. 
Adolfo Rodríguez vuelve por segunda vez a hacerse cargo del plantel en 1973. Con elementos como el portero Valdez y el goleador Pedro Azócar (10 goles), Ovalle fue quinto entre 14 equipos, faltándole nuevamente el impulso necesario para alcanzar el para entonces ansiado ascenso.
En 1974 Luis Santibáñez llegó a revolucionar el ambiente futbolístico local. Reciente campeón nacional con Unión Española, "Locutín" anunciaba a la Revista Estadio| que buscaría el título con toda su alma. Al final no pudo ser. Rodolfo Dubó, Hatibovic y Raul Quiroz fueron buenos elementos de aquel equipo, y quizás si la mejor actuación de ese año fue la goleada sobre la Universidad Católica por 4 a 1. 
Pero la espera culminaría al año siguiente, cuando de la mano del exmundialista Guillermo Díaz -defendió a Chile en el Mundial de Brasil 1950- el conjunto verde cumpliría una gran campaña, coronada con el subcampeonato (terminó detrás de Universidad Católica) y el ascenso a Primera. En la última fecha del campeonato los limarinos abrocharon este logro, al derrotar a Deportes Linares en el Estadio Ferroviario por 2-1, con dos anotaciones de Horacio Astudillo. De esa forma, Ñublense de Chillán se quedaba sin opciones de desplazar a los verdes. 
La formación tipo de ese conjunto era: Héctor Jiménez; Mardones (Rodríguez), Adolfo Cortés, Carlos Cortés (William Roldán), Rojas; Bustamante, Rubén Gómez (Gabriel Gallardo), Raul Quiroz; Adrián Tapia, Ferid Hatibovic y Víctor Tapia (Horacio Astudillo). DT: Guillermo Díaz. 
El Deportes Ovalle 1975 acabó con un récor de 15 triunfos, 11 empates y 4 derrotas, con 53 goles a favor y 25 en contra, y tuvo a Hatibovic por goleador, con 12 tantos.
En 1976 se mantuvo a Díaz como técnico y a buena parte del plantel 1975. Algunos de los refuerzos fueron el portero Omar Soto, Cristián Sasso, Fidel Dávila, y los uruguayos Serres y Zaparrart. Además, aparecía un muchacho que daría que hablar en el fútbol chileno: Hugo Tabilo. 
La campaña realizada fue aceptable, terminando el año en el décimo casillero. Cabe resaltar el triunfo ovallino sobre Colo-Colo por 3-1, con dos anotaciones de Sasso y una de Adrián Tapia. 
Lamentablemente al año siguiente las cosas no funcionaron tan bien. Con el mismo técnico, Ovalle terminó decimosexto entre 18 equipos, descendiendo tras disputar un repechaje contra Santiago Morning en el Estadio Valparaíso de Playa Ancha. El marcador fue desfavorable para Ovalle por 2-1, con el segundo gol autobusero siendo anotado en el último minuto de partido. Entre lo positivo, destacar un nuevo triunfo sobre Universidad Católica, esta vez por la cuenta mínima, con gol de Fidel Dávila. 
Una nueva gran opción de subir tuvo el elenco del Norte Chico en 1978. En esa temporada, bajo el alero de Adolfo Rodríguez nuevamente, el equipo remató tercero, un punto por debajo de Naval, que a la postre subiría junto al campeón Wanderers (comandado este último equipo por Guillermo Díaz). El goleador del equipo fue el argentino Julio Ortiz con 21 goles. 
Ovalle jugó la liguilla por el ascenso junto a Magallanes (el otro cuadro de Segunda), Ñublense y Coquimbo Unido (ambos luchaban por no descender). En el cuadrangular final -que se disputó en el Estadio Nacional-, los limarinos resultaron terceros, merced a dos empates (2-2 contra Magallanes y 3-3 versus Coquimbo) y una derrota por 3-1 contra Ñublense. No se pudo cristalizar el sueño. 
Con Claudio Ramírez como entrenador, en 1979 Ovalle llegó a la final de la Copa Polla Gol, perdiéndola por 1-0 ante Huachipato en el Estadio Nacional. En el campeonato oficial, en tanto, fue décimo entre 20 equipos, teniendo nuevamente por máximo artillero al argentino Ortiz, esta vez con 19 anotaciones.

### Década de 1980
En 1980 el rendimiento decae notoriamente y el CDO termina decimonoveno entre 22 equipos, cumpliendo una de sus peores temporadas en muchos años. De todas maneras, mantuvo la categoría. 
En 1981, y en un nuevo ciclo bajo la dirección técnica de Adolfo Rodríguez, Ovalle llega en el decimoséptimo lugar (entre 22 equipos), con Sergio Gutiérrez como goleador (18 conquistas) y con el estreno en el arco de Leonardo Canales, para entonces el arquero más joven en debutar en el profesionalismo, con apenas 17 años. 
La campaña 1982 será de tintes similares, con un CDO arribando en la casilla 16 entre 22 escuadras. El delantero Julio Pavez y el portero Guillermo Salinas se anotan entre los nombres de la época.
La disputa de la liguilla por el descenso a Tercera División en 1983 (esta categoría se había creado ya en 1981) vio salir airoso a Deportes Ovalle, que logró permanecer en el fútbol rentado, pese a los problemas que enfrentó esa temporada. Caerían, en cambio, Santiago Morning y Deportes Colchagua. 
La temporada 1984 se formó por grupos, quedando Ovalle emparejado con Curicó Unido, Deportes Santa Cruz, General Velásquez, Súper Lo Miranda, Unión La Calera, Linares, Iván Mayo y Quintero Unido. Los limarinos terminarían quintos en su serie.
Un año de gratos recuerdos es el de 1985, cuando bajo el mando del exmundialista Humberto Cruz, el CDO realiza una campaña histórica en el entonces Torneo Polla Gol (competencia similar a la posterior Copa Chile), llegando a semifinales y siendo eliminado solo por Colo-Colo, en partido único que se disputó en el Estadio Nacional. Antes de ello, los verdes habían sido punteros del Grupo II y luego habían dejado en el camino a Fernández Vial en el Regional de Concepción, cuando el "Almirante" era comandado por Nelson Acosta. 
La gran figura de ese equipo era Osvaldo Gómez, un muy técnico y habilidoso mediocampista, hermano menor de Rubén y Eduardo, también ídolos de la divisa verde. Osvaldo después tendría un fugaz paso por Colo-Colo.
En el Campeonato Oficial, sin embargo, las cosas empeoraron y Ovalle debió bregar nuevamente en la liguilla del descenso, salvándose nuevamente.
Al año siguiente, Deportes Ovalle superaría a Unión La Calera y a Ñublense, quienes en definitiva perderían la categoría.
El año de la ilusión sería 1987. Esa temporada, Edmundo "Kico" Rojas logró armar un plantel bastante competitivo, con Rubén "Nene" Gómez a la cabeza, secundado por figuras como un joven Danilo Chacón, José "Gonzalito" González, Manuel Herrera, Mauricio y Julio Ramírez, el paraguayo Roberto Arce y Luis Valenzuela, entre otros. 
Sin embargo, todo se fue al suelo cuando a falta de cuatro fechas para el final, un puntero Deportes Ovalle (29 puntos) recibía en el estadio Willy González al sublíder y clásico rival, Deportes La Serena (28 puntos), dirigido entonces por José Sulantay. Ante 8.170 espectadores registrados, los granates dieron vuelta el encuentro con dos anotaciones de Víctor "Pititore" Cabrera, la segunda de ellas a cuatro minutos del pitazo final. De ahí en más, el equipo acusó el golpe y las últimas fechas su rendimiento decayó notoriamente, terminando apenas en el 5º lugar y viendo cómo su archirrival subía a Primera. Ni qué decir que tras el partido con los papayeros se levantaron voces que hablaban de jugadores vendidos y todo aquello que siempre sale a colación en momentos de definiciones.
La temporada 1988 pasó sin pena ni gloria. Tanto con Hugo Valdivia como con Edmundo Rojas, la campaña fue mala y el equipo se salvó angustiosamente de caer a Tercera División, tras ganarle a Unión La Calera con gol de Luis Pizarro en el estadio Municipal. 
La campaña 1989 podría dividirse en dos partes: la primera, con Jorge "Mosco" Venegas como entrenador, el equipo anduvo bastante mal en el Torneo de Apertura. Después llegó José Sulantay a la banca ovallina y el elenco verde experimentó una gran levantada, llegando a estar muy cerca de meterse en la liguilla por subir a Primera. Al final sería tercero entre seis conjuntos en el grupo que peleó el ascenso y, quizás como consuelo, fue al Francisco Sánchez Rumoroso a amargarle la vida a Coquimbo Unido, derrotándolo por la cuenta mínima e impidiendo que los piratas llegaran a la liguilla de promoción. El goleador del equipo fue el argentino Alberto Schenfeld, con 11 tantos. A no olvidar tampoco las grandes actuaciones en aquellas temporadas del gran portero Quemel Farías, más conocido por entonces como el "Candado Ovallino".

### Década de 1990
El Apertura 1990 comenzó auspiciosamente para Ovalle, que de la mano de Sulantay estuvo invicto las seis primeras fechas. Sin embargo, el rendimiento no pudo sostenerse y, ya para el Torneo Oficial, el estratega se había ido a Coquimbo y a la banca ovallina llegarían, sucesivamente, dos entrenadores que ya registraban pasos previos por el Limarí: Sergio Recabarren y el "Chita" Cruz. En el global, la campaña fue discreta y Ovalle fue tercero entre seis equipos en la liguilla por evitar el descenso. Se mantuvo la categoría, aunque en la siguiente campaña ya no habría salvación. 
La temporada 1991 marca el descenso a Tercera División del CDO, luego que las bases del campeonato determinaran que en esa temporada fueran tres los equipos que descendían. Con dos ciclos técnicos -Humberto Cruz y Sergio Recabarren, respectivamente-, los verdes fueron penúltimos en la liguilla del descenso, solo superando a Lozapenco (que desapareció). También cayeron ese año Linares y Cobreandino.
De todos modos, Ovalle no estaría mucho tiempo en el amateurismo. Ya en 1992 fue protagonista del certamen de Tercera, al clasificarse a la liguilla final por el ascenso, que se disputó íntegramente en Quillota, y en la que pese a acabar invicto con tres empates (frente a Ñublense, San Luis y Curicó Unido), remató segundo, tras los chillanejos, a la postre campeones. La campaña la encabezó el recordado Guillermo Díaz, con un equipo que siempre fue al frente y dio buen espectáculo. Para los anales quedará la histórica goleada que Ovalle le propinó a Santiago Morning en el Municipal ovallino: 7-2 fue el marcador final, con una gran actuación del goleador Ricardo Ormeño.
En 1993 vuelve a Ovalle un hijo ilustre de esta ciudad: Gustavo Huerta. Recién retirado del fútbol, asume el desafío de llevar de vuelta al profesionalismo al equipo que lo vio nacer. La apuesta da sus frutos y, tras una sólida actuación a lo largo del campeonato y en la liguilla final (que se escenificó en Ovalle), los limarinos retornaron en gloria y majestad a la Segunda División. En el cuadrangular final dieron cuenta de Frutilinares (1-0), Provincial Talagante (3-1) y Curicó Unido (1-0). Inolvidable el gol de Carlos Jorquera contra los "torteros" en el partido decisivo, ante más de 8000 espectadores que colmaron el Municipal.
Con Huerta ratificado como entrenador las dos temporadas siguientes, el equipo tiene un buen andar en 1994, llegando 5º, a solo un punto de los liguilleros Fernández Vial y Deportes Colchagua. Grandes figuras fueron el golero Mario "Loco" Rodríguez y los experimentados José Miguel Álvarez y Osvaldo Gómez. 
En 1995 el rendimiento decae un tanto, alcanzando el CDO la 10.ª plaza. De todos modos, vale destacar la actuación del goleador Ángel Bustos, otrora jugador de Colo-Colo.
En 1996, Deportes Ovalle realiza una magra campaña, que lo hace terminar penúltimo en la competición. Los problemas económicos son la tónica y solo se puede destacar la aparición de Paolo Vivar, jugador que tendría luego un fugaz paso por selecciones nacionales y que jugaría en Cobreloa y Unión San Felipe, entre otros cuadros. Edmundo "Kiko" Rojas encabezó esa campaña. 
El año siguiente marca la llegada al club de un técnico que estaría largos cinco años con los limarinos: Hernán Ibarra. De la mano del "Flaco", Ovalle tendría temporadas sin mayores sobresaltos, aunque tampoco grandes éxitos. En 1998 el equipo termina 11º entre 16 equipos, en tanto que la punta de rendimiento estaría en la temporada 1999, cuando los "Verdes del Limarí" llegan quintos, sin alcanzar lamentablemente la liguilla por el ascenso. De ese equipo se recuerda la dupla goleadora de Johnny Cortés y el paraguayo Adelio Salinas, además del buen juego y entrega del argentino Paulo Vergnano en el centro del campo.

### Década de 2000
El 2000 Ovalle arriba en la 8ª plaza entre 16 elencos, destacándose entre algunas figuras, los nombres de los paraguayos Catalino Bernal y Ceferino Villagra, además de los nacionales Pablo Robles, Jorge Gamboa, Mario Villanueva y Fernando Vicentello.
Al año siguiente, el sino es similar, con un Deportes Ovalle sin pasar mayores zozobras, pero tampoco cercano a las posiciones de privilegio. El equipo terminó 9º. En los verdes hizo sus primeras armas en el fútbol profesional un "joven" Álvaro Ormeño, quien llegó a préstamo desde Palestino. 
En 2002, asume la conducción técnica el ídolo del club Rubén "Nene" Gómez. La campaña no será del todo buena, aunque un gran delantero exhibió sus cualidades en la tienda verde. Hablamos de José Luis Villanueva, quien sería uno de los goleadores de la Segunda en ese año. 
Una temporada para el olvido fue la de 2003, en la que comenzó a regir el descenso programado. Esa campaña Ovalle terminó último, con enormes problemas institucionales, que le hicieron perder varios puntos por secretaría. El técnico fue Edmundo Rojas. Lo único rescatable de ese año fue la actuación en la Copa Pre-Sudamericana, instancia en la que Deportes Ovalle eliminó en el Municipal a Colo-Colo, tras vencerlo por 4-3 en tiempo de alargue, con Javier Barraza marcando el gol del triunfo. Luego, en San Carlos de Apoquindo, igualaría sin goles con la Católica, cayendo por 5-4 en lanzamientos penales.
Al siguiente año volvió Hernán Ibarra, aunque los problemas siguieron y el cuadro verde llegó nuevamente en las últimas posiciones, comprometiendo seriamente su opción de mantener la categoría. Cabe destacar que en esta temporada jugó sus últimos partidos Rodolfo Soto, portero emblemático de la institución, quien desde la segunda mitad de los '80 siempre estuvo con los "Verdes del Limarí", resaltando nítidamente en el regreso a Segunda en 1993. 
El año para obrar el milagro era el 2005. Con Danilo Chacón en la banca, los limarinos hicieron una buena campaña, ubicándose séptimos en la tabla, aunque nuevamente un problema administrativo les restó unidades, las que a la postre fueron decisivas para condenar al cuadro de la Cuarta Región a descender a Tercera División.
En 2006, Ovalle tuvo un débil inicio en el Campeonato Apertura de la Tercera División. Bajo el mando técnico de Alexis Ortega, los verdes apenas remataron cuartos en su grupo, lo que hizo que la guillotina cayera sobre la cabeza del joven adiestrador. En el Torneo Oficial, ya con Hernán Castro como entrenador, el equipo mejoró y terminó segundo en su grupo, clasificando a la fase previa a la liguilla final. Lamentablemente, en esa etapa quedó eliminado a manos de Instituto Nacional, en partidos de ida y vuelta. Con esto, los "Verdes del Limarí" deberán seguir luchando por el ansiado retorno al fútbol profesional.
El 2007 vio a un equipo bastante compenetrado futbolísticamente y que se mantuvo invicto por 13 jornadas. La meta del retorno estuvo más cerca que nunca, pero en una estrecha definición en las semifinales de los playoffs ante Deportes Colchagua, los limarinos quedaron en el camino, al caer por la cuenta mínima en San Fernando, tras haberse impuesto por 2-1 en la ida en Ovalle (primó el gol de visita de los de la VI Región).
Durante el 2008 disputó la Copa Chile, venciendo a diferentes equipos, como Coquimbo Unido, Deportes La Serena y Cobresal, estos 2 últimos en penales. El 3 de febrero de 2009 en un encuentro válido por cuartos de final de la Copa Chile 2008 disputado en Coquimbo, Ovalle elimina en cuartos de final a Colo-Colo, por entonces campeón de Primera División en lanzamientos penales (4-1) después de empatar 2-2, lo que es considerado como hazaña por diferentes medios de comunicación. El miércoles 8 de febrero logra otra hazaña al vencer por 3-0 a Huachipato en penales donde el portero Carlos Lemus se levantó como la gran figura, luego de empatar 2-2 en los 90 minutos. Así, Ovalle consigue su paso a la final de la Copa Chile, la que pierde a manos de la Universidad de Concepción por 2-1.
El año 2009 fue radicalmente opuesto para el equipo del Limarí. Una baja en su nivel futbolístico y la precaria situación administrativa dejó al club lejos de los puestos de ascenso, y luchando por no caer a la Tercera B. En el cuadro de permanencia el equipo tuvo un buen rendimiento y se salvó del descenso, aunque los problemas económicos continuaron y el club quedó a mal traer en el plano institucional.

### Década de 2010
Ya en pleno año 2010, Deportes Ovalle obtiene irregulares resultados en el torneo de Tercera A, pues no clasificó entre los cuatro primeros del Grupo Norte para tratar de ascender. Esto significó que el club, tal como en la temporada pasada, debiese competir para mantener la categoría.
Felizmente para la institución ovallina, los resultados en la liguilla del descenso fueron positivos ya que terminó primero en el Grupo Norte, y aseguró su estancia en Tercera A para el próximo año.
El año 2011 clasificó a la segunda fase del torneo, pero no pudo llegar a la liguilla por el ascenso.
El año 2012 repite lo sucedido en 2010 y no logra clasificar entre los 4 mejores, pero en la liguilla de permanencia logra buenos resultados que lo mantienen otro año más en Tercera A.
Para el 2013, y con la ayuda de Miguel Nasur, se realizan gestiones para que Ovalle juegue en la nueva Segunda División, lo que no surte efecto y luego de mucha espera se informa que el club no fue aceptado por la ANFP para participar en el torneo 2013-2014 de la Segunda División de la ANFP, dejando al club sin fútbol durante toda la temporada debido esto también a su retiro del torneo de tercera división.
En la temporada 2014 el club fue aceptado para participar en el torneo 2014-2015 de la Segunda División profesional de la ANFP. En la banca asume el técnico local Ramón Contreras, quien conforma un plantel de jóvenes valores provenientes de diversos equipos nacionales y experimentados jugadores que en temporadas anteriores ya habían vestido la camiseta verde. Además se confirma el estadio municipal de Punitaqui como el recinto que acogerá los partidos de local del elenco limarino.
El 3 de mayo de 2016, el conjunto presidido por Juan Miguel Nasur, no acreditó a tiempo el pago de cotizaciones durante tres meses consecutivos, lo que incumple con el reglamento, Cabe destacar que el cuadro de la Cuarta Región estaba en la liguilla de descenso de la Segunda División Profesional, pero el triunfo ante Colchagua del último fin de semana, prácticamente había asegurado su permanencia en la categoría. Está confirmado su descenso a Tercera División y el castigo es inapelable.
En diciembre de 2016 los dirigentes del elenco ovallino no presentaron su postulación para el torneo de Tercera A 2017, por lo que no participarán de los torneos de ANFA por este año. Cabe mencionar que el club es propiedad del empresario Miguel Nasur, quien como dueño de la marca dice que ésta solo sería cedida por un monto que bordea los 1000 millones de pesos.
Luego de más de un año de inactividad, el equipo, dirigido por Danilo Chacón, reapareció el 24 de octubre de 2017 durante la jornada deportiva inaugural del Estadio Diaguita enfrentando al combinado denominado Deportes Ovalle de Todos los tiempos, que incluía jugadores que antiguamente habían integrado el club.

### Nace el legado de la hinchada
Debido a esto, el Club Social y Deportivo Ovalle (con una antigua idea unificada al impulso de simpatizantes de Deportes Ovalle y con el apoyo de la Ilustre Municipalidad de Ovalle) participará en  el torneo de Tercera B 2017. pero por un problema de constitución el club se llama Municipal Ovalle 
El equipo debuta en Tercera B, derrotando abultadamente a Juventud Puente Alto.
Después el equipo si puede llamarse Deportivo Ovalle.

### El fallido regreso a las competencias
En una entrevista en el Estadio Diaguita, el presidente del CDO Miguel Nasur acompañado de un equipo entre los que destacó el técnico Danilo Chacón y en una conferencia de prensa dijo que para 2018 estarían  jugando en Segunda División y que gracias al apoyo de las autoridades y la comunidad, Los Verdes del Limarí renacerán. Sin embargo, esto finalmente no ocurrió.
La corporación club social nunca ha manifestado su actuar para regresar a competencias en ANFA.
El equipo supuestamente iba a ser reintegrado a la ANFP para jugar ese mismo año en la Segunda División Profesional, aunque como invitado y podría ser competidor definitivo en 2020 pero nuevamente quedó en nada. Tras 3 años de receso y en pleno inicio de la temporada 2024, el CDO postuló para competir en la Tercera B 2024, pero en febrero de ese año, la ANFA rechazó el ingreso de Deportes Ovalle a la categoría. Meses después, el  día 29 de noviembre de 2024, el equipo ovallino a través de su cuenta oficial de Instagram, confirmó nuevamente su postulación para la Tercera B 2025, a la espera de que en diciembre de ese año, la ANFA decidirá su ingreso a la categoría. Finalmente, el equipo ovallino no fue aceptado, por segundo año consecutivo.

### Regreso a las competencias para 2026
El 12 de marzo de 2025 y tras apelar a la ANFA Nacional, el equipo ovallino finalmente fue aceptado para competir en la Tercera B. Eso sí, lo tendrá que hacer en la temporada 2026, lo que marcará el regreso del CDO a las categorías del fútbol chileno, después de 10 años de ausencia.

## Uniforme
- Uniforme titular: Camiseta verde, pantalón verde, medias verdes.
- Uniforme alternativo: Camiseta blanca, pantalón blanco, medias blancas.

Durante su historia el uniforme de Deportes Ovalle desde 1970 no ha sufrido mayores modificaciones, solo los pantalones y medias han alternado entre verde y blanco, pero el color verde se ha mantenido inalterable en la casaca, algunas veces en tono oscuro u otras veces en un tono más claro. El único cambio importante ocurrió el año 2003, cuando en aquella temporada la camiseta lució una franja blanca diagonal, modelo que se mantendría solo por esa temporada, ya que al año siguiente volvería la camiseta completamente verde con pequeños vivos de color blanco.

### Uniforme titular
| 1976 |

### Uniforme alternativo
| 1973 |

### Equipamiento
| Período   | Proveedor             |
| --------- | --------------------- |
| 1984-1987 | Puma                  |
| 1994-1995 | Adidas                |
| 1995-1996 | Avia                  |
| 1996-1997 | Puma                  |
| 1999-2000 | Avia                  |
| 2001-2016 | Training Professional |

| Período   | Auspiciador            |
| --------- | ---------------------- |
| 1976      | Pavic                  |
| 1977      | Pisco Río Limarí       |
| 1977-1982 | Pisco Control          |
| 1986-1987 | UTC                    |
| 1988-1991 | Pisco Control          |
| 1992-2000 | Capel                  |
| 2002      | San Juan               |
| 2003-2004 | Deca                   |
| 2005      | San Juan               |
| 2007-2008 | Cable Color            |
| 2009      | Hotel Plaza Turismo    |
| 2012-2016 | Besalco Construcciones |

## Estadio
En sus inicios, el equipo había ejercido su localía en el Estadio Willy González, demolido en 1991. En la actualidad, la sede de sus encuentros es el Estadio Diaguita, recinto de fútbol y atletismo ubicado en la ciudad de Ovalle, de la Región de Coquimbo, Chile. Su propietario es la Ilustre Municipalidad de Ovalle y tiene una capacidad para 5.160 espectadores. Fue construido en los terrenos del antiguo Estadio Municipal de Ovalle, el cual tenía una capacidad aproximada de 8000 personas. El último partido de fútbol en el recinto fue disputado el 12 de agosto de 2009 entre Deportes Ovalle y Coquimbo Unido, para luego pasar a ser demolido la semana siguiente de ese mismo año. Este a su vez, estaba construido sobre un sitio arqueológico diaguita que habría consistido, según hipótesis recientes, en un asentamiento humano y un cementerio.

## Datos del club
- Temporadas en Primera División: 2 (1976-1977)
- Temporadas en Primera B: 37 (1963-1967, 1970-1975, 1978-1991, 1994-2005)
- Temporadas en Segunda División Profesional: 2 (2014/15-2015/16)
- Temporadas en Tercera División A: 9 (1992-1993, 2006-2012)
- Mayor Goleada conseguida: Deportes Brasil 0-10 Deportes Ovalle, el 9 de septiembre de 2006 en la Tercera División de Chile.
- Mayor Goleada Recibida: Deportes Ovalle 0-7 La Pintana, en 2016 en la Segunda División Profesional de Chile.
- Empate más abultado: Deportes Ovalle 4-4 Magallanes, en Segunda División 1968 y en Segunda División 2003 frente al mismo rival.
- Mayor Racha Invicta: 14 partidos sin perder, Jugando en Segunda División desde la 11° Fecha de 1973 hasta la 10° Fecha de 1974.
- Mejores Inicios de Campeonatos: En Segunda División 1975: 10 Primeras Fechas sin perder (6 Victorias y 4 Empates). En Tercera División 2007: 13 Primeras Fechas sin perder (11 Victorias y 2 Empates). En Segunda División Profesional 2014: 4 Primeras Fechas sin perder (3 Victorias y 1 Empate).
- Peor inicio de Campeonato: 13 primeras fechas sin ganar en la Segunda División 1991, (7 Empates y 6 derrotas).
- Peor Racha sin Ganar: 16 partidos sin ganar, desde la segunda división de 1990 hasta la segunda división de 1991 , desde el 30 de diciembre de 1990, hasta el 4 de agosto de 1991.
- Racha de Partidos sin Recibir Goles': 5 Partidos sin recibir goles en la Tercera División 2007, desde la 16° Fecha a la 20° Fecha.
- Racha de Partidos sin Convertir Goles': 8 Partidos sin convertir goles en la Segunda División 1997, desde la 9° Fecha del Apertura, hasta la 1° Fecha del Clausura.
- Racha de Partidos Invictos de Local': 22 Partidos sin perder de local en Tercera División, desde el 23 de junio de 2007 hasta el 11 de octubre de 2008.

## Entrenadores

### Cronología
- José Balbuena (1963)
- Donato Hernández (1964)
- Fidel Cuiña (1966)
- Sergio Recabarren (1970)
- Adolfo Rodríguez (1970-1971)
- Isaac Carrasco (1972)
- Adolfo Rodríguez (1973)
- Luis Santibáñez (1974)
- Guillermo Díaz (1975-1977)
- Adolfo Rodríguez (1978)
- Claudio Ramírez (1979-1980)
- Adolfo Rodríguez (1981)
- Edmundo Rojas (1982)
- Humberto Cruz (1985)
- Edmundo Rojas (1987)
- Hugo Valdivia (1988)
- Edmundo Rojas (1988)
- Jorge Venegas (1989)
- José Sulantay (1989-1990)
- Sergio Recabarren (1990)
- Humberto Cruz (1990-1991)
- Sergio Recabarren (1991)
- Guillermo Díaz Zambrano (1992)
- Gustavo Huerta (1993-1995)
- Edmundo Rojas (1996-1997)
- Hernán Ibarra (1997-2001)
- Rubén Gómez (2002)
- Edmundo Rojas (2003)
- Hernán Ibarra (2004)
- Danilo Chacón (2005)
- Alexis Ortega (2006)
- Hernán Castro (2006)
- Miguel Alegre (2008-2009)
- Christian Muñoz (2009)
- Francisco Moraga (2010)
- Danilo Chacón (2011)
- Edmundo Rojas (2012)
- Ramón Climent (2012)
- Ramón Contreras (2014-15)
- Danilo Chacón (2015)
- Leandro Zepeda (2015)
- Danilo Chacón (2016)

## Palmarés

### Torneos nacionales
- Tercera División de Chile (1): 1993
- Subcampeón de la Copa Chile (1): 2008-09
- Subcampeón de la Segunda División de Chile (1): 1975
- Subcampeón del Campeonato de Apertura de Segunda División (2): 1971, 1979